# Theodore Dreiser
Theodore Herman Albert Dreiser (Terre Haute, Indiana, 27 de agosto de 1871 - Hollywood, Los Ángeles, 28 de diciembre de 1945) fue un novelista y periodista estadounidense perteneciente al movimiento literario del naturalismo.

## Biografía
Noveno de diez hermanos, pasó su niñez en una familia estrictamente católica y agobiada por la miseria y las deudas, viajando con ella de un lado a otro. Muchos de sus hermanos fueron tras una vida más próspera: dos de ellos se fueron de la casa familiar en búsqueda de fortuna, mientras que dos de sus hermanas fueron madres solteras, experiencias que utilizará en sus novelas.
A los quince años se trasladó a Chicago, donde trabajó como cargador, pinche de cocina y transportista; allí se procuró una precaria e improvisada educación, gracias a la tutela de una maestra de escuela. Dreiser asistió durante un año a la Universidad de Indiana de 1889 a 1890, pero luego volvió a Chicago en 1892 para trabajar como reportero del Chicago Daily Globe; posteriormente fue crítico teatral y enviado especial en Saint Louis, trabajando en el diario St Louis Globe Democrat (1892-1893) y luego en el St Louis Republic (1893-1894). Después trabajó como periodista en Pittsburgh y Nueva York. Leyó a Balzac, a Zola y posteriormente al darwinista social Herbert Spencer y a Nietzsche.

### Carrera literaria
Convencido de sus posibilidades literarias, el escritor naturalista Frank Norris convenció al editor Doubleday para que en 1900 Dreiser publicase su primera novela, Sister Carrie, (en español Nuestra hermana Carrie), novela cuyo franco tratamiento de los problemas sexuales le valió tan duras críticas que el editor, a instancias de su esposa, tuvo que retirarla de la venta. Trataba la vida, éxito y degradación de una muchacha desde que deja su pueblo natal llamándose Caroline Meeber hasta que ilumina con su nuevo nombre, Carrie Madenda, las carteleras de los teatros de Broadway. Sus amoríos con dos hombres adinerados y casados permiten a Carrie tornarse en una actriz de gran fama, mientras que su último amante pierde su fortuna tras robar a sus patronos y se suicida.
Por entonces era chocante para un libro que describiera a una mujer sexualmente promiscua cuyas acciones al final se recompensaran y no se castigaran, además de la descripción bastante gráfica para la época de la infidelidad matrimonial y las aventuras sexuales. La escasa distribución de la obra (se vendieron sólo quinientas copias), las críticas adversas y el enojo del editor, que se negó a promocionar la novela, deprimieron a Dreiser, quien pese a todo siguió escribiendo mientras trabajaba como redactor jefe (1906-1907) de la revista femenina Broadway Magazine y como editor de Butterick Publications (1907-1910). Empezar a cortejar a una hija adolescente de uno de los subjefes de esta editorial le significó perder su empleo.
Su segunda novela se hizo esperar diez años: Jenny Gerhardt (1911). Retoma el tema de Sister Carrie, narrando la tragedia de una muchacha pobre incapaz de satisfacerse ni con el amor ni con el bienestar material, pese a la aventura amorosa entre la protagonista y un senador; después la heroína pasa a servir a una familia patricia y se convierte en amante del hijo; es ella la que admite que no puede casarse con el joven rico, pues la chica respeta más que aquel las jerarquías que crea la fortuna; al fin ella le deja en libertad para que se case con alguien "digno de él". En esta ocasión el editor Harper & Brothers censuró el pasaje en donde el amante de la protagonista le explica a ésta el uso de anticonceptivos. Esta vez la novela tuvo el apoyo de influyentes narradores británicos como Herbert George Wells y Hugh Seymour Walpole, por lo que desde entonces Dreiser pudo consagrarse en exclusiva a una literatura cuyo realismo social procuraba denunciar las injusticias y desigualdades de la sociedad norteamericana, suscitando violentas controversias.

### Consolidación y fama
Ante la acogida de sus obras, Dreiser empezó entonces su llamada Trilogía del deseo: The Financier ("El financiero", 1912), The Titan ("El Titán", 1914) y la póstuma The Stoic ("El estoico", 1947). The Financier y The Titan son crudos retratos de un hombre de negocios sin escrúpulos, Frank Cowperwood, para cuya elaboración tuvo como modelo apenas disimulado al magnate Charles Tyson Yerkes (1837-1905) nacido en Filadelfia y afincado en Chicago, que dilapidó una vasta fortuna en pinturas, mansiones y amantes, por lo que se trata de una trilogía muy documentada.
En su novela The "Genius" (El genio, 1915), por el contrario, Dreiser analizó el choque del temperamento artístico del protagonista Eugenio Witla con una sociedad burguesa y mercenaria, aun cuando sabe que su aventura será solitaria, desesperada y abocada al vacío y a la nada. Semiautobiográfica, The Genius fue censurada por la "Sociedad para la Supresión del Vicio de Nueva York", que consiguió que el libro estuviera fuera del mercado por cinco años; sin embargo, fue vendida clandestinamente y le valió la admiración de los jóvenes escritores del realismo social, aunque el estilo de Dreiser estaba más cercano al naturalismo literario.
Pero la obra maestra de Theodore Dreiser aún estaba por llegar, y fue An American Tragedy ("Una tragedia americana", 1926), llevada después al teatro y al cine dos veces, primero en An American Tragedy (1931), y después por George Stevens en A Place in the Sun (1951) (Un lugar en el sol), con un reparto de grandiosos actores: Montgomery Clift y Elizabeth Taylor, recibiendo dos Premios Óscar por dirección y guion; se supo que el director soviético Serguéi Eisenstein quiso también adaptarla al cine. Dicha novela se inspiraba en un caso real de homicidio, en el que un hombre débil de carácter llamado Clyde Griffith, abúlico e irresoluto, criado en la pobreza, asesina a su novia embarazada y de familia proletaria, de la cual se avergüenza, para así hallarse libre en la búsqueda del bienestar material, el amor, y la comodidad que el dinero puede proporcionar; la meta del protagonista es prosperar en la sociedad elegante y casarse con una mujer adinerada que puede darle todo lo que ambiciona. Al final el crimen del protagonista es descubierto y es llevado a juicio, donde es condenado a muerte y ajusticiado. La habilidad de Dreiser consiste en hacer ver al protagonista no como un criminal vulgar, sino como un "títere" demasiado irresoluto y torpe que se ve empujado a un terrible delito por la opresión de una sociedad fundada en la injusticia. Resulta así que el protagonista es como el financiero Cowperwood: alguien sin conciencia ni sensibilidad, producto del medio ambiente, encarnación no de un espíritu del Mal, sino de las fuerzas ciegas y fatalistas que determinan el mundo.

### Actividad social y política
De estilo moroso y lento, Dreiser renovó la literatura estadounidense criticando el sueño americano. Afín ideológicamente a él, el novelista Sinclair Lewis afirmó que Sister Carrie era «la primera novela estadounidense libre de la influencia literaria inglesa». Ya convertido en un autor famoso, Dreiser peleó apasionadamente para proteger los derechos de los pobres y los que no poseen privilegios y se involucró en causas que iban desde la huelga en la mina de carbón de Harlan y el juicio de los Scottsboro Boys hasta dar alivio a las víctimas de la guerra civil española.
Se adhirió al socialismo, si bien ingresó en el Partido Comunista de Estados Unidos apenas cinco meses antes de fallecer y pese a que los líderes comunistas estadounidenses le tenían como «demasiado liberal» para la doctrina del partido en muchos temas controvertidos (derechos civiles, sexualidad, etc.) y en consecuencia "poco apto" para ser un verdadero militante comunista. También dedicó sus últimos años a divulgar sus opiniones políticas. Visitó la Unión Soviética y en Dreiser Looks at Russia, (Dreiser mira a Rusia, 1928) ofreció una visión favorable de la misma; similar tono apologético del socialismo tienen los ensayos Tragic America (1932) y America Is Worth Saving (América merece salvarse, 1941). Dreiser defendió la libertad de la literatura en los Estados Unidos y luchó personalmente por prohibir toda censura que tratase de ser impuesta a sus obras y a las de sus colegas. Escribió también una autobiografía. Sus últimas novelas, The Bulwark (El baluarte, 1946) y El estoico (1947), aparecieron póstumamente. Murió el 28 de diciembre de 1945 en Hollywood (California).

## Otros géneros
En 1983 se publicó la autobiografía de Dreiser titulada Un proletario americano. Pese a deber casi todo su éxito a la novela, Dreiser también intentó escribir teatro: Plays of the Natural and Supernatural ("Comedias de lo natural y sobrenatural", 1916) y una tragedia de 1918, The Hand of the Potter ("La mano del alfarero"). También escribió relatos cortos, recogidos en Free (Libre), 1918; Chains ("Cautiverio", 1927) y A Gallery of Women (Una galería de mujeres), 2 vol. 1929. En 1926 publicó un volumen de poesía, Moods, Cadenced and Declaimed ("Humores, cadenciados y recitados"). Entre otras obras menores de carácter biográfico, se publicó en 1959 su Epistolario en tres volúmenes.